# Метрика Васерштейна
У математиці, відстань Васерштейна або метрика Канторовича-Рубінштейна — це функція відстані, визначена між розподілами ймовірностей у заданому метричному просторі {\displaystyle M}. Названа на честь Леоніда Васерштейна.

## Означення
Нехай {\displaystyle (M,d)} — метричний простір, де кожна міра є мірою Радона. Для {\displaystyle p\in [1,+\infty ]},
{\displaystyle p} — відстань Васерштейна між двома ймовірнісними мірами {\displaystyle \mu } та {\displaystyle \nu } на {\displaystyle M} зі скінченними {\displaystyle p}-ми моментами визначається як
{\displaystyle W_{p}(\mu .\nu )=\left(\inf \limits _{\gamma \in \Gamma (\mu ,\nu )}\mathbb {E} _{(x,y)\sim \gamma }d(x,y)^{p}\right)^{\frac {1}{p}},}
де {\displaystyle \Gamma (\mu ,\nu )} — множина всіх каплінгів {\displaystyle \mu } та {\displaystyle \nu .} Каплінг {\displaystyle \gamma } — це спільний розподіл ймовірностей на {\displaystyle M\times M} такий, що
{\displaystyle {\begin{aligned}\int _{M}\gamma (x,y){\rm {d}}y&=\mu (x),\\\int _{M}\gamma (x,y){\rm {d}}x&=\nu (y).\end{aligned}}}

## Приклади

### Детерміновані розподіли
Нехай {\displaystyle \mu _{1}=\delta _{a_{1}}} та {\displaystyle \mu _{2}=\delta _{a_{2}}} — два виродженні розподіли, зосереджені в точках {\displaystyle a_{1}} та {\displaystyle a_{2}} в {\displaystyle \mathbb {R} .} Існує тільки один можливий каплінг цих двох мір — {\displaystyle \delta _{(a_{1},a_{2})},~(a_{1},a_{2})\in \mathbb {R} ^{2}.} Тоді, використовуючи модуль різниці як метрику на {\displaystyle \mathbb {R} ,} для довільного {\displaystyle p\geq 1,} {\displaystyle p}-відстань Васерштейна між мірами {\displaystyle \mu _{1}} та {\displaystyle \mu _{2}} визначається як
{\displaystyle W_{p}(\mu _{1},\mu _{2})=|a_{1}-a_{2}|.}

### Одновимірні розподіли
Нехай {\displaystyle \mu _{1},\mu _{2}} — ймовірнісні міри на {\displaystyle \mathbb {R} .} Позначимо їхні функції розподілу ймовірностей як {\displaystyle F_{1}(x)} та {\displaystyle F_{2}(x)} відповідно. Тоді {\displaystyle p}-відстань Васерштейна між мірами {\displaystyle \mu _{1}} та {\displaystyle \mu _{2}} визначається як
{\displaystyle W_{p}(\mu _{1},\mu _{2})=\left(\int _{0}^{1}|F_{1}^{-1}(q)-F_{2}^{-1}(q)|^{p}{\rm {d}}q\right)^{\frac {1}{p}}.}
У випадку {\displaystyle p=1}, використовуючи формулу заміни змінних, отримуємо
{\displaystyle W_{1}(\mu _{1},\mu _{2})=\int _{\mathbb {R} }|F_{1}(x)-F_{2}(x)|{\rm {d}}x.}

### Нормальний розподіл
Нехай {\displaystyle \mu _{1}=N(m_{1},C_{1}),~\mu _{2}=N(m_{2},C_{2})} — дві невиродженні гаусові міри в {\displaystyle \mathbb {R} ^{n}} з середніми {\displaystyle m_{1}} та {\displaystyle m_{2}} і матрицями коваріації {\displaystyle C_{1}} та {\displaystyle C_{2}} відповідно. Тоді, використовуючи звичайну евклідову метрику на {\displaystyle \mathbb {R} ^{n}}, {\displaystyle 2}-відстань Васерштейна для {\displaystyle \mu _{1}} та {\displaystyle \mu _{2}} визначається як
{\displaystyle W_{2}(\mu _{1},\mu _{2})^{2}=\|m_{1}-m_{2}\|_{2}^{2}+\operatorname {tr} (C_{1}+C_{2}-2(C_{2}^{\frac {1}{2}}C_{1}C_{2}^{\frac {1}{2}})^{\frac {1}{2}}).}

## Властивості
- Збіжність в метриці {\displaystyle W_{p}} еквівалентна звичайній слабкій збіжності плюс збіжності перших {\displaystyle p}-их моментів.[2]
- Якщо {\displaystyle \mu } та {\displaystyle \nu } мають обмежений носій, то

{\displaystyle W_{1}(\mu ,\nu )=\sup {\bigg \{}\int _{M}f(x){\rm {d}}(\mu -\nu )(x){\bigg |}{\text{continuous}}~f\colon M\to \mathbb {R} ,~\operatorname {Lip} (f)\leq 1{\Big \}},} де {\displaystyle \operatorname {Lip} (f)} — найменша константа Ліпшиця для {\displaystyle f.}
- Нехай {\displaystyle {\boldsymbol {P}}_{p}(M)} — сукупність всіх ймовірнісних мір на {\displaystyle M} зі скінченним {\displaystyle p}-м моментом. Для довільного {\displaystyle p\geq 1,} метричний простір {\displaystyle \left({\boldsymbol {P}}_{p}(M),W_{p}\right)} є повним та сепарабельним, якщо {\displaystyle (M,d)} — повний та сепарабельний.[4]

## Додаткова література
- Ambrosio L, Gigli N, Savaré G (2005). Gradient Flows in Metric Spaces and in the Space of Probability Measures. Basel: ETH Zürich, Birkhäuser Verlag. ISBN 978-3-7643-2428-5.
- Jordan R, Kinderlehrer D, Otto F (January 1998). The variational formulation of the Fokker–Planck equation. SIAM Journal on Mathematical Analysis. 29 (1): 1–17 (electronic). doi:10.1137/S0036141096303359. ISSN 0036-1410. MR 1617171. S2CID 13890235.
- Rüschendorf L (2001), metric Wasserstein metric, у Hazewinkel, Michiel (ред.), Математична енциклопедія, Springer, ISBN 978-1-55608-010-4
- Villani C (2008). Optimal Transport, Old and New. Springer. ISBN 978-3-540-71050-9.